# Овидий среди скифов
«Овидий среди скифов» (фр. Ovide chez les Scythes) — название двух картин французского художника Эжена Делакруа. Первая картина написана в 1858 году и находится в коллекции Лондонской национальной галерея.
Менее известная вторая версия 1862 года была нарисована так, чтобы объединить фигуры и пейзаж и исправить проблемы масштаба первой версии, которая имела необычную композицию и странный масштаб персонажей, что вызвало негативную критику даже среди поклонников Делакруа, таких как Шарль Бодлер и Теофиль Готье, хотя такие художники, как Эдгар Дега, были глубоко впечатлены произведением. Находится в Метрополитен-музее в Нью-Йорке.
Дикость и непонятый гений были ключевыми понятиями романтизма и очень хорошо изображены на этих двух картинах Делакруа.

## История
Сюжет изображает жизнь древнеримского поэта Овидия, когда он был сослан императором Августом в черноморский порт Томис (сейчас Констанца), на территорию, которая тогда была частью Скифии (сейчас юго-восточная Румыния), где поэт провёл свои последние восемь лет жизни и написал такие стихи, как «Скорбные элегии» и «Письма с Понта». Скифы были древним иранским народом, образ жизни которого Геродот в своих «Историях» описывал как «кочевой», а сам Овидий называл их «диким племенем». Делакруа впервые нарисовал этот сюжет в 1844 году как часть украшения потолка библиотеки Бурбонского дворца в Париже на картине под названием «Овидий среди варваров».

## Описание
Картина 1859 года, в которой Овидий стоит перед варварами, показывает, что скифы относятся к поэту с симпатией и любопытством, и представляет собой прекрасную трактовку темы цивилизации, столкнувшейся с варварством. Анри Луарет писал:
«Невысокие, но местами крутые горы, покрытые кустарниками, окружают тихое мелкое озеро, заболоченное по краям; разбросанные хижины, грубо построенные из дерева и соломы, предполагают скотоводческую и кочевую культуру. На переднем плане мужчина доит крупную кобылу; за ним небрежно расставлены различные фигуры, сидящие на корточках, идущие или стоящие на месте — ребёнок, старик, младенец на руках у матери, солдаты, отдыхающие пастухи. И, уныло раскинувшись на пологом склоне, закутанная в драпировку, лежит фигура, идентифицированная по названию картины как Овидий. Он предстаёт будто упавший метеорит, на который сходятся дружелюбные, но испуганные жители этой дикой страны. Делакруа дал ему позу Мадонны в Рождестве […]».

## Критика
Первая версия была выставлена в Парижском салоне 1859 года, последнем, в котором участвовал Делакруа. Композиция переосмысливает идеи, которые Делакруа ранее использовал в таких своих исторических полотнах, как «Резня на Хиосе», «Смерть Сарданапала» и «Вступление крестоносцев в Константинополь». Во время выставки пейзаж с горами получил «всеобщую» похвалу, а кобылу на переднем плане некоторые сочли странной. Теофиль Готье восхищался картиной, но по иронии судьбы назвал кобылу «женским вариантом троянского коня». Максим Дюкан критический отнёсся к произведению, назвав картину «зрелищем непреодолимого декаданса» и посоветовав живописцу «вернуться к литературным произведениям, которые он любит, и к музыке, для которой он, несомненно, был рождён». Бодлер, напротив, назвал картину «одним из этих удивительных произведений» и сказал: «Делакруа знает дизайн и живопись», а также написал длинное эссе о жизни изгнанного поэта, процитировав эпос Шатобриана «Мученики, или Триумф христианской веры», чтобы воспеть «пейзаж, его уединение, его очарование спокойствия». Художник и журналист Закари Астрюк также восхвалял все детали картины.

## Версия 1862 года
Вторая версия «Овидия среди скифов», написанная художником в 1962 году, развивает многие элементы первой картины. Делакруа писал второй вариант более яркими красками, заменил варвара со щитом на спине женщиной, несущей еду, а также тесно интегрировал фигуры и пейзаж в манере, которая больше соответствует историческому пейзажу. Картина была написана за год до смерти художника, в 1862 году, скорее всего, для частного коллекционера. Она был передана Метрополитен-музею в Нью-Йорке в 2008 году. По словам Гэри Тинтероу, куратора отдела современного и современного искусства 19-го века Метрополитен-музея: «это его последнее заявление в теме, которая интересовала его всю жизнь».